# Batalion ON „Warszawski II”

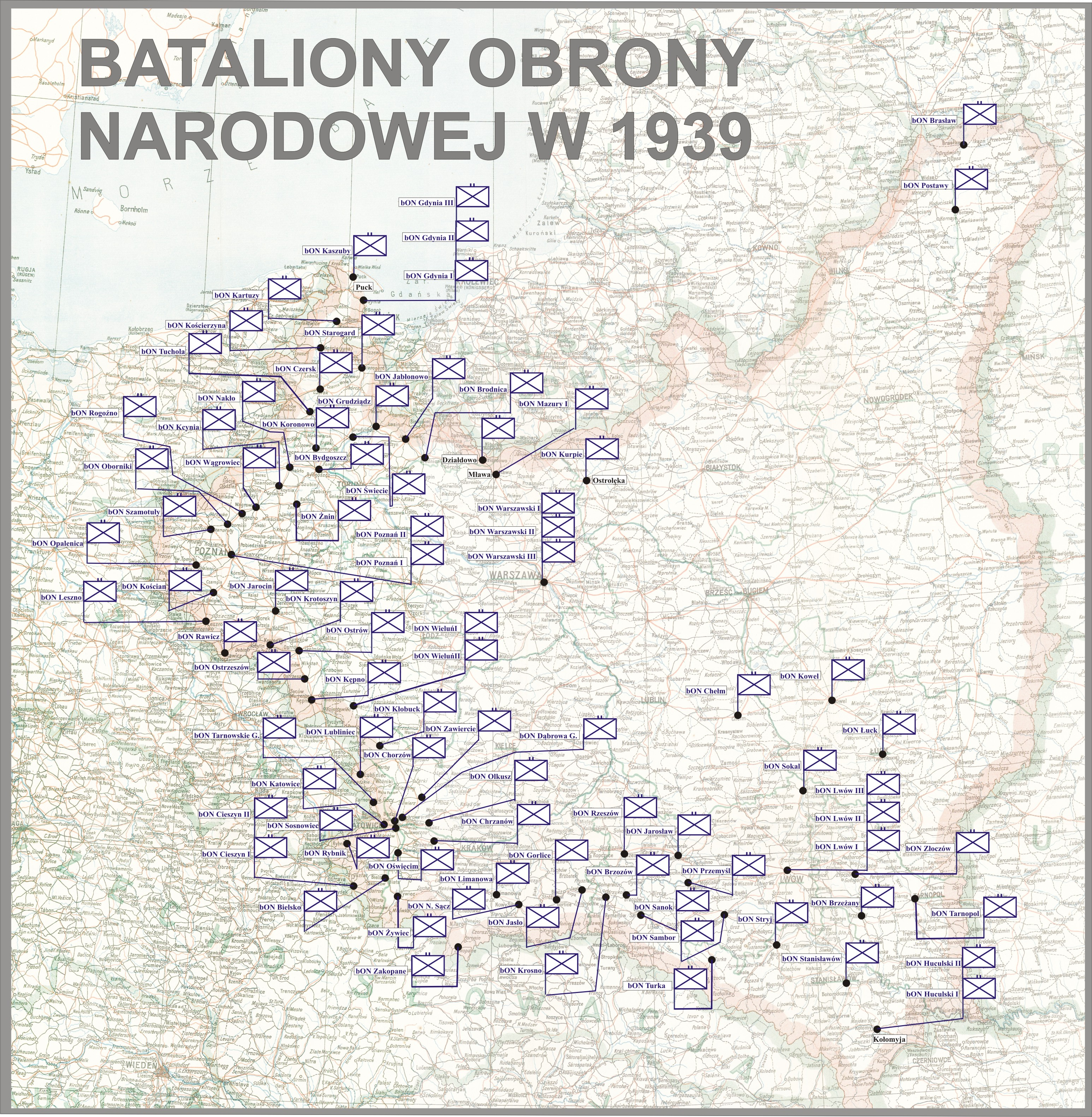
Obrona Narodowa w 1939

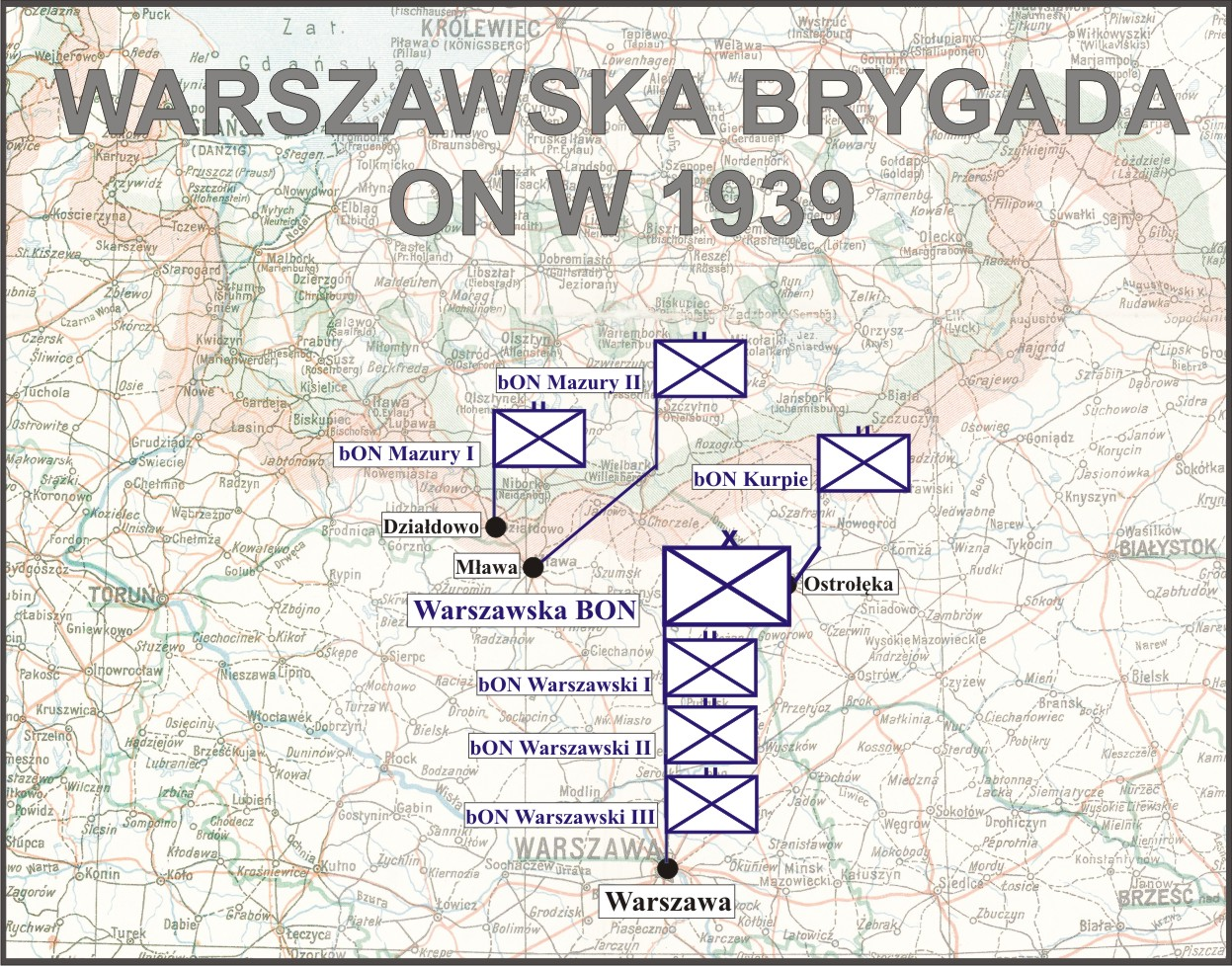
Warszawska Brygada ON

II Warszawski Batalion Obrony Narodowej (Batalion ON „Warszawski II”) – pododdział piechoty Wojska Polskiego II RP.

## Formowanie i zmiany organizacyjne
Pododdział sformowany został latem 1937 roku, w garnizonie Warszawa, w składzie Warszawskiej Brygady ON. Cały batalion zakwaterowany był w budynku przy ul. Ciepłej 32.
Wiosną 1939 r. przeformowany został na etat batalionu ON typ IV.
Jednostką administracyjną i mobilizującą dla II Warszawskiego batalionu ON był 21 pułk piechoty „Dzieci Warszawy”.
Na podstawie pisma Oddziału I Sztabu Głównego L.333/Tj.38 z kwietnia 1938 Biuro Administracji Armii poleciło Departamentowi Uzbrojenia MSWoj. przydzielenie II Warszawskiemu batalionowi ON 9 sztuk lkm Bergmann wz.1915 i 4500 sztuk amunicji do niej. Miały go otrzymać pierwsze drużyny każdego plutonu i każdej kompanii. Podczas drugiego przydziału tej broni dla formacji Obrony Narodowej w lipcu-sierpniu 1939 batalion otrzymał następne 12 sztuk lkm Bergmann wz.1915 wraz z 6000 sztuk amunicji do nich oraz 135 karabinów wz.1898. Do końca nie jest pewne ile batalion otrzymał lkm, ile zdał do napraw lub ze względu na zużycie, przed rozpoczęciem działań wojennych. Batalion otrzymał również nieznaną ilość rkm Browning wz.1928.
Batalion zmobilizowany został w dniu 25 sierpnia 1939 roku i dwa dni później skierowany do Zegrza.

## Działania batalionu we wrześniu 1939
Na początku kampanii wrześniowej batalion stanowił załogę przedmościa „Zegrze” podporządkowanego bezpośrednio dowódcy Armii „Modlin”. Dowódcą przedmościa był płk dypl. Józef Sas-Hoszowski, a jego zadaniem była obrona mostu na Narwi.
W dniach 1-6 września załoga przedmościa nie miała styczności z nieprzyjacielem. 7 września, po wysadzeniu mostu, batalion opuścił przedmoście i ugrupował się obronnie na południowym brzegu Bugo-Narwi.
13 września jednostka kontratakowała, bez powodzenia, oddziały niemieckiej 32 DP, które sforsowały rzekę. Następnego dnia batalion przybył do Warszawy. 15 września przeszedł na Pragę, do odwodu dowódcy 20 Dywizji Piechoty. W obronie stolicy, bezpośredniego udziału w walkach nie brał. 24 września liczył 4 oficerów i 547 szeregowych.

## Obsada personalna
Obsada personalna batalionu w marcu 1939:
- dowódca batalionu – mjr adm. (piech.) Bronisław Surewicz[b]
- dowódca 1 kompanii ON „Warszawa” – kpt. piech. Wiesław Teodor Bartnik[c]
- dowódca 2 kompanii ON „Warszawa” – kpt. adm. (piech.) Stanisław II Konasiewicz[d]
- dowódca 3 kompanii ON „Warszawa” – kpt. piech. Seweryn Lewicki